# Сигишоара
Сигишоа́ра (рум. Sighişoara), Шессбург (нем. Schäßburg), Шегешвар (венг. Segesvár) — город в Румынии, в жудеце Муреш. Стоит на холме над рекой Тырнава-Маре (рум. Târnava Mare) в Трансильвании, в 300 км к северо-западу от Бухареста. Население — 32570 жителей (2007 год). Исторический центр города c 1999 года является памятником Всемирного наследия ЮНЕСКО.

## История

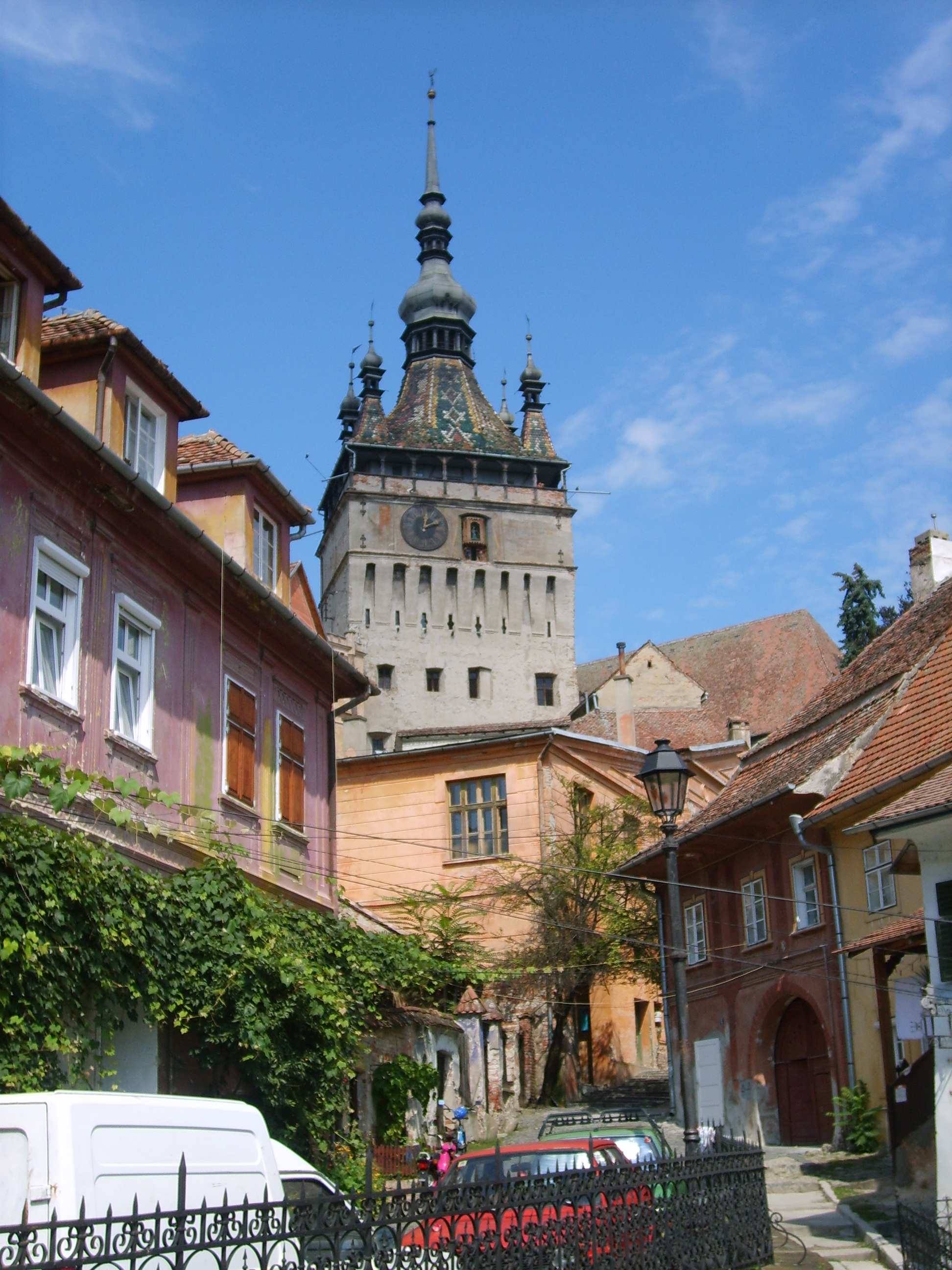
Часовая башня

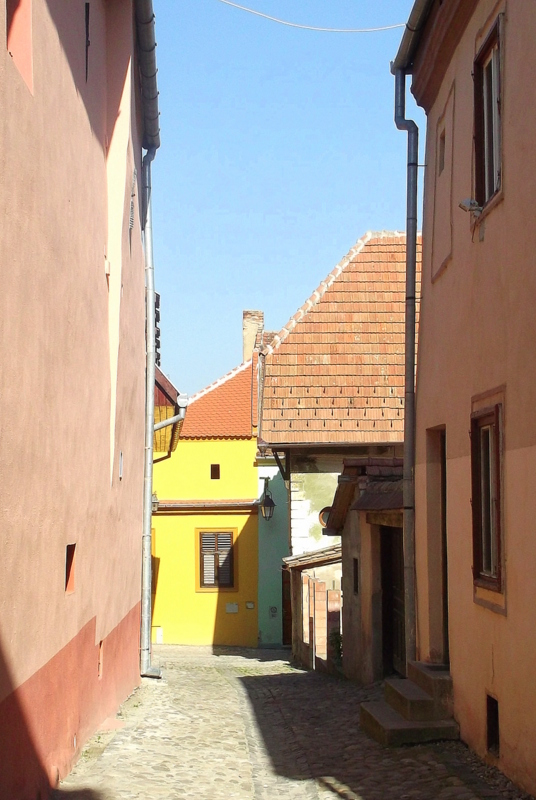
Улица в Сигишоара

Сигишоара известна в истории под немецким именем Шессбург (Schäßburg) и венгерским — Шегешвар (Segesvár). Город основали в XIII веке немецкие колонисты из Саксонии и долины Мозеля. Они возвели на холме средневековую крепость, несколько церквей и знаменитую Часовую башню высотой в 64 метра.
В XIV веке Шессбург стал вольным городом, а к XVI веку — одним из ведущих торгово-ремесленных центров Восточной Европы с 15 ремесленными цехами. В XV веке в городе чеканил монету изгнанный из Валахии господарь Влад II Дракул. В 1631 году здесь был избран на венгерский престол трансильванский князь Юрий I Ракоци.
Нижняя часть города была разрушена землетрясением 1668 года и пожаром 1676 года, но в течение последующего века была отстроена заново.
В 1849 году русская армия нанесла под Шегешваром сокрушительное поражение венгерским повстанцам. Среди павших в бою оказались с русской стороны генерал-майор Г. Я. Скарятин , а с венгерской – выдающийся поэт Шандор Петёфи. В XIX веке их память была увековечена памятниками.
В Сигишоаре снимался советский кинофильм режиссёра Бориса Рыцарева «Ученик лекаря», а также фильм Ксавье Жанса «Заклятье: Наши дни» (англ. The Crucifixion).
Город считается местом рождения Влада Цепеша.
Также здесь родился болгарский архитектор Фридрих Грюнангер (1856—1929).